# Oskuldens tid (målning)
Oskuldens tid (engelska: The Age of innocence) är en oljemålning av den engelske konstnären sir Joshua Reynolds. Den målades troligen 1785 och ingår i Tate Britains samlingar i London. 
Oskuldens tid är kanske Reynolds mest kända verk. Under 1800-talet var tavlan mycket beundrad och den kopierades och reproduceras i stora upplagor. Troligtvis målades den 1785 och ställdes ut samma år på Royal Academy of Arts under namnet A little girl. Vissa källor anger dock 1788 som tillkomstår. Det nuvarande namnet etablerades 1794 i samband med utgivningar av reproduktioner. Originalmålningen förvärvades 1847 av National Gallery genom Robert Vernons försorg och överfördes 1951 till Tate Britain.
Målningen visar profilen av en liten flicka som sitter på gräset under ett träd. Reynolds var jämte Thomas Gainsborough Englands främsta porträttmålare under 1700-talet. Vanligtvis målade han porträtt på beställning av den brittiska överklassen. Oskuldens tid var dock inget sådant porträtt, utan en typ av karaktärsstudie av ett okänt barn som han målade för sin egen skull. I England benämndes stilen fancy picture. Möjligtvis är flickan hans systerdotter, den då treåriga Theophila Gwatkin (1782–1844). Andra modeller som föreslagits är Anne Fletcher och Lady Anne Spencer (1773–1865), den senare dotter till George Spencer, hertig av Marlborough. Dessa var dock äldre vid den troliga tiden för målningens tillkomst och bör därför inte kunna motsvara utseendet på den unga flickan i Oskuldens tid.
Sannolikt har bilden och dess namn inspirerat Edith Wharton när hon namngav sin Pulitzerprisbelönade roman från 1920 till Oskuldens tid.